# Homalomitra ecitonis
Homalomitra ecitonis är en tvåvingeart som beskrevs av Borgmeier 1931. Homalomitra ecitonis ingår i släktet Homalomitra och familjen hoppflugor. Inga underarter finns listade i Catalogue of Life.